# John Henson
John Allen Henson (* 30. Dezember 1990 in Greensboro, North Carolina) ist ein US-amerikanischer Basketballspieler, der zuletzt Zeit bei den New York Knicks in der National Basketball Association (NBA) unter Vertrag stand.

## Karriere

### College
Henson spielte insgesamt drei Jahre für die University of North Carolina at Chapel Hill. Er galt während dieser Zeit als einer der besten Verteidiger und wurde 2011 und 2012 als ACC Defensive Player of the Year ausgezeichnet. In seinem Junior-Jahr erzielte er dabei 13,7 Punkte, 9,9 Rebounds, 1,3 Assists und 2,9 Blocks pro Spiel.

### NBA
In der NBA-Draft 2012 wurde Jones an 14. Stelle von den Milwaukee Bucks ausgewählt. Sein bisher bestes Spiel gelang Henson am 10. April 2013, als er bei der Niederlage gegen die Orlando Magic 17 Punkte, 25 Rebounds und 7 Blocks erzielte.
Er erzielte in seinem ersten Jahr 6,0 Punkte, 4,7 Rebounds und 0,7 Blocks und erreichte mit den Bucks die Playoffs, wo man jedoch in der ersten Runde ausschied. Durch die Verletzung von Larry Sanders verdoppelte sich Henson Einsatzzeit in seinem zweiten Jahr.

## Karriere-Statistiken

### NBA

#### Reguläre Saison
| Saison  | Team                | GP  | GS  | MPG  | FG % | 3P % | FT % | RPG | APG | SPG | BPG | PPG  |
| ------- | ------------------- | --- | --- | ---- | ---- | ---- | ---- | --- | --- | --- | --- | ---- |
| 2012–13 | Milwaukee           | 63  | 9   | 13.1 | .482 | .000 | .533 | 4.7 | 0.5 | 0.3 | 0.7 | 6.0  |
| 2013–14 | Milwaukee           | 70  | 23  | 26.5 | .538 | .000 | .514 | 7.1 | 1.6 | 0.6 | 1.7 | 11.1 |
| 2014–15 | Milwaukee           | 67  | 11  | 18.3 | .566 |      | .569 | 4.7 | 0.9 | 0.4 | 2.0 | 7.0  |
| 2015–16 | Milwaukee           | 57  | 1   | 16.8 | .564 | .000 | .590 | 3.9 | 0.9 | 0.3 | 1.9 | 7.0  |
| 2016–17 | Milwaukee           | 58  | 39  | 19.4 | .515 | .000 | .692 | 5.1 | 1.0 | 0.5 | 1.3 | 6.8  |
| 2017–18 | Milwaukee           | 76  | 69  | 25.9 | .572 | .143 | .570 | 6.8 | 1.5 | 0.6 | 1.4 | 8.8  |
| 2018–19 | Milwaukee           | 14  | 0   | 13.4 | .463 | .355 | .600 | 5.1 | 1.0 | 0.5 | 0.8 | 5.6  |
| 2019–20 | Cleveland / Detroit | 40  | 8   | 15.0 | .556 | .222 | .500 | 4.1 | 1.4 | 0.6 | 1.1 | 5.5  |
| Gesamt  | Gesamt              | 445 | 160 | 19.7 | .540 | .250 | .568 | 5.3 | 1.1 | 0.5 | 1.4 | 7.6  |

#### Play-offs
| Saison  | Team      | GP | GS | MPG  | FG % | 3P % | FT %  | RPG | APG | SPG | BPG | PPG |
| ------- | --------- | -- | -- | ---- | ---- | ---- | ----- | --- | --- | --- | --- | --- |
| 2012–13 | Milwaukee | 4  | 0  | 8.3  | .273 | .000 |       | 2.0 | 0.3 | 0.5 | 0.0 | 1.5 |
| 2014–15 | Milwaukee | 6  | 0  | 25.5 | .585 | .000 | .357  | 8.0 | 0.7 | 0.8 | 1.7 | 8.8 |
| 2016–17 | Milwaukee | 2  | 0  | 6.0  | .250 |      | 1.000 | 2.0 | 0.0 | 0.5 | 0.0 | 1.5 |
| 2017–18 | Milwaukee | 2  | 2  | 37.0 | .692 |      | .500  | 6.0 | 2.5 | 0.0 | 3.5 | 9.5 |
| Gesamt  | Gesamt    | 14 | 2  | 19.4 | .536 | .000 | .412  | 5.1 | 0.7 | 0.6 | 1.2 | 5.8 |